# مادسون فورماجینی کاریداد
مادسون فورماجینی کاریداد (به پرتغالی: Madson Formagini Caridade) هافبک اهل برزیل است که در شهر Volta Redonda و در تاریخ ۲۱ مهٔ ۱۹۸۶ به دنیا آمده‌است.
مادسون فورماجینی کاریداد در تیم‌های فوتبال واسکو دوگاما سابقهٔ حضور دارد.